# Palomar 11
Palomar 11 – gromada kulista znajdująca się w odległości około 43 700 lat świetlnych od Ziemi w kierunku konstelacji Orła. Została odkryta w 1955 roku przez Alberta Wilsona. 
Palomar 11 znajduje się 26 700 lat świetlnych od jądra Drogi Mlecznej. Gromada ta jest w znacznym stopniu przesłonięta przez pył naszej Galaktyki.